# Rendez vous des trappeurs de l'Ouest
Le Rendez vous des trappeurs de l'Ouest, appelé aussi "Rendez-vous des Rocheuses", est un rassemblement annuel permettant d'échanger des fourrures contre des fournitures utiles pendant un an aux trappeurs arpentant les Montagnes Rocheuses. 

## Histoire

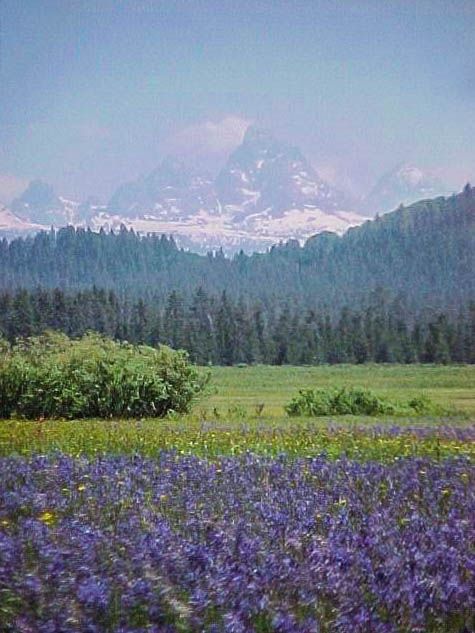
La chaîne des Tetons surplombe Pierre's Hole (Idaho), où a lieu le plus important des rendez vous, en 1832, qui se termine par une bataille rangée entre les Atsinas et les trappeurs métis, alliés aux Têtes-Plates et Nez-Percés.

Le premier "Rendez vous des trappeurs de l'Ouest" a lieu en 1825 à McKinnon, dans le Wyoming, près de l'Henrys Fork river. Les participants se joignent alors aux guides de l'expédition de William Henry Ashley, qui arrive au rendez-vous avec un convoi de 300 mules, chargées de matériel. L'année 1825 voit de nombreux trappeurs indiens et métis qui avaient des relations avec la Compagnie de la Baie d'Hudson passer au service de William Henry Ashley et son bras droit depuis 1822, le canadien Jedediah Smith, devenu représentant de leur compagnie de commerce de fourrures Ashley & Henry. La Compagnie des fourrures du Missouri et la Pacific Fur Company de John Jacob Astor, sont les autres premières compagnies de traite des fourrures fondées et dirigées par des Américains à la même époque.
Le lieu du "Rendez-vous des trappeurs" change chaque année, mais il est le plus souvent dans l'État du Wyoming. Puis il se fixe à partir de 1835 aux environs de Daniel, dans cet État. Lorsque le missionnaire jésuite belge Pierre-Jean De Smet se rend dans  les Montagnes Rocheuses à l'invitation de tribus amérindiennes, le 5 juillet 1840, il célèbre une messe à Daniel (Wyoming), lieu "Rendez vous des trappeurs de l'Ouest", à la confluence de la Green River et de la Horse Creek.

### Les affrontements armés du Rendez-vous de 1832
En 1832, des affrontements entre trappeurs anglais et américains ont lieu à Pierre's Hole, après l'assassinat d'un chef Atsinas par Baptiste Duroin (Dorian) fils de Pierre Dorian, qui fut l'un des guides de l'expédition Lewis and Clark, entre Saint-Louis et Yankton et probablement le premier blanc à s'installer dans le Dakota du Sud. Baptiste Dorian a tiré sur le chef Atsinas à la demande de son compagnon Antoine Godin (1805-1836), un métis issue d'une famille de Têtes-Plates, qui est mentionné en 1825 dans le journal de Peter Skene Ogden, l'année où il fait défection de la Compagnie de la Baie d'Hudson, à la demande de Johnson Gardner, un associé de William Henry Ashley. 
L'assassinat du chef Atsinas déclenche une bataille rangée entre les Atsinas et les trappeurs métis, alliés aux Têtes-Plates et Nez-Percés.

### Lieu des Rendez-vous de trappeurs
- 1825: McKinnon (Wyoming).
- 1828: Bear Lake (Utah)
- 1829: Lander (Wyoming)
- 1830: Riverton (Wyoming)
- 1831: Cache Valley (Utah)
- 1832: Pierre's Hole (Idaho)
- 1833: Daniel (Wyoming)
- 1834: Granger (Wyoming)
- 1835: Daniel (Wyoming)
- 1836: Daniel (Wyoming)
- 1837: Daniel (Wyoming)
- 1838: Daniel (Wyoming)
- 1839: Daniel (Wyoming)